# Ålbæk Kirke
Ålbæk Kirke er en kirke fra 1897 i Ålbæk i Vendsyssel.
Kirke og kirkegård blev anlagt som assistenskirke- og kirkegård i Råbjerg Sogn.
Årsagen til placeringen af kirken var den lange vej fra fiskerlejet i Ålbæk til Råbjerg Kirke. Kirken blev restaureret i 1997, hvor det indre af kirken, ved samme lejlighed, blev malet i blåt og fik en muret døbefont.
Alterbilledet er af Anker Lund, Stormen på søen, som i 1997 kom i ny ramme. På væggen ved døbefonten hænger et krucifiks af Niels Helledie.
På kirkegården lige vest for tårnet står et mindesmærke for minesprængte fiskere under 2. verdenskrig.
Desuden er der en mindesten over 2 brødre der omkom på havet. Aksel Munk forsvandt med skoleskibet "København" i 1928 i det sydlige Atlanterhav. Broderen druknede ved Doggerbanke.

## Galleri
- Det indvendige af kirken
- Krucifix
- Altertavle

- Muret døbefont
- Votivskib (modelskib)

## Eksterne kilder og henvisninger
- Ålbæk Kirke hos KortTilKirken.dk